# Mario Lanza
Mario Lanza (született Alfred Arnold Cocozza) (Philadelphia, Pennsylvania, 1921. január 31. – Róma, 1959. október 7.) világhírű olasz származású, amerikai opera- és dalénekes (tenor), filmszínész.

## Élete

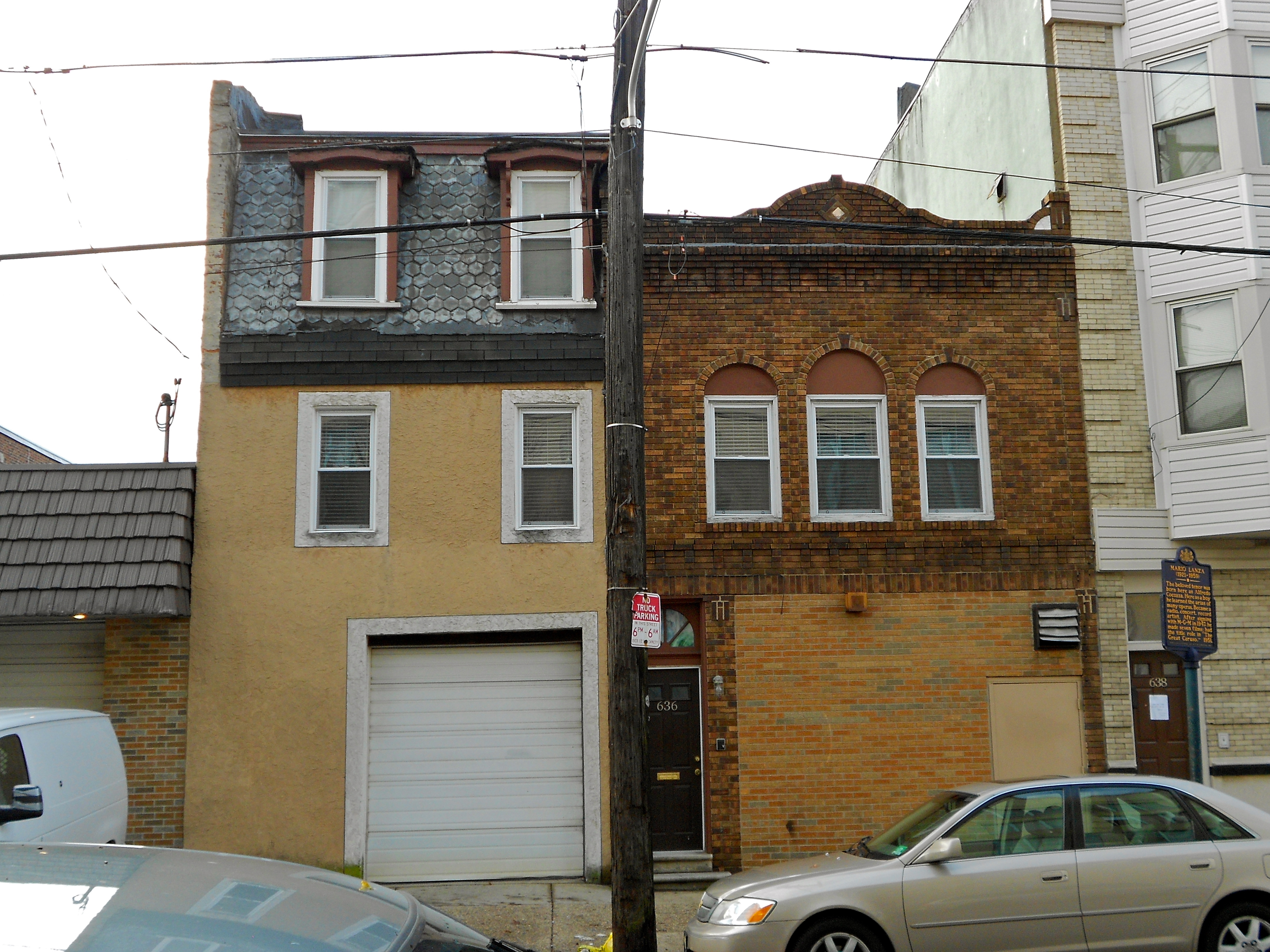
Szülőháza

Freddy, ahogyan otthon hívták, olasz emigráns családban született Philadelphiában. Apja Antonio Cocozza fiatalon vándorolt ki Amerikába, anyja Maria Lanza volt.
Anyai nagyapjánál nevelkedett, aki drogérista létére, kedvtelésből festegetett és hatalmas gyűjteménye volt Enrico Caruso lemezeiből. Freddy hamar nagy csodálójává vált világhírű honfitársának, akinek ő éppen a halála évében született és gyakran meghallgatta nagyapja összes lemezét, a rajtuk lévő románcokat próbálgatva saját tenorszerű hangján.
Édesanyjának gyönyörű szopránja volt, imádta az operát, de nem lehetett énekesnő, mert apja nem járult hozzá, látva azonban fia természetes tehetségét, nem átallott azért többet dolgozni, hogy énekórára járathassa. Freddy így Irene Williams egykori opera-énekesnőnél tanulhatott, aki 1940-ben meghallgatást intézett el neki a városi zeneakadémián (Academy of Music of Philadelphia) és így módja volt arra, hogy Szergej Kuszevickij neves orosz karmester, aki vezényelni érkezett a városba, meghallgassa a fiú nem mindennapi hangját. A Bajazzók Vesti la giubba kezdetű áriáját énekelte, amivel Kuszevickijre olyan mély benyomást tett, hogy az idős mester felkiáltott: „Ez valóban kivételes hang, velem kell jönnöd Berkshire-be!”, ami azt jelentette, hogy a massachusettsi Berkshire Music Centerbe, ahol az évenként megrendezett Tanglewood Music Festivalra készültek fel, ideális környezetben félhivatásos fiatal zenészek és énekesek.
Freddy komolyan hozzálátott, hogy továbbképezve magát finomítsa természetes adottságait és mint legjobb növendék elérte, hogy 1942. augusztus 7-én A windsori víg nők című Nicolai-darabban, Fenton szerepét énekelhesse, többek közt a The New York Times kritikusának elragadtatását kivívva.

## Carusóként
Ebben az időszakban vette fel a Mario Lanza művésznevet, édesanyja iránti tiszteletből, és röviddel később Marfa (Texas) légibázisán katonai szolgálatot teljesített. Itt részt vett néhány előadáson olyan sikerrel, hogy bajtársai az Air Force Carusója címmel tisztelték meg. Fölvették egy musicalre a Winged Victoryhoz, Hollywoodba és ötéves szerződést írt alá az RCA lemezcéggel. Abban az időben szerepelt még az On the Beam musicalben is. Katonai szolgálata végeztével, 1945-ben feleségül vette Beverly Hillsben Elizabeth "Betty" Hicks ápolónőt. Négy gyermekük Colleen, Elisa, Damon és Marc volt. Felesége 1960-ban meghalt tablettára ivott alkoholtól. Colleen, Lanza egyetlen saját gyermeke énekesnői karriert futott be, majd 1997-ben autóbalesetben életét vesztette. A kisebb fiú, Marc 37 évesen, a nagyobb 55 évesen szintén szívinfarktusban halt meg, 2008-ban, noha vérségi kapcsolat nem fűzte őket Lanzához.
Átköltözött New Yorkba és folytatta továbbképzését ügynöke, Sam Weiler révén, aki zongora- és énekleckéket szervezett neki Enrico Rosatinál, aki már Beniamino Gigli tanára is volt. 1942-ben adottságainak köszönhetően tanulmányi ösztöndíjat nyert. Szerződést kötött a Columbia Concerttel egy turnéra az USA, Mexikó és Kanada városaiba, Francis Yeend szopránnal és George London baritonnal közösen.

## MGM-szerződése

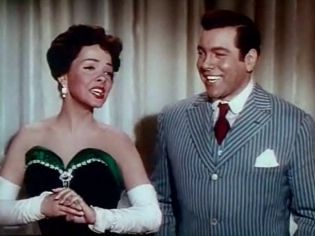
Pályája csúcsán, Kathryn Graysonnal, 1948

1947-ben meghívta az MGM egy hét zenés filmből álló sorozatra. Impresszáriója az az Ercole Pace lett, aki ezután éveken át Lanza koncertjeit, lemezfelvételeit és televíziós programjait szervezte. Turnésorozatot is kezdett az MGM égisze alatt, ami az 1948. július 24-i nagy performance-ban érte el a csúcspontját, Kathryn Grayson szopránnal.
1949-ben első zenés filmje az  Az az éjféli csók (Il bacio di mezzanotte), amelyben zongoraszállítót alakít. A forgatás után Lanza régi álma vált valóra: operát énekelni: Pinkertont játszhatta a Pillangókisasszonyban, Puccini, remekművében, Tomiko Kanazawa szopránnal karöltve, két utolérhetetlen előadásban, a kritika osztatlan elismerésétől kísérve.

## Álomrománcai

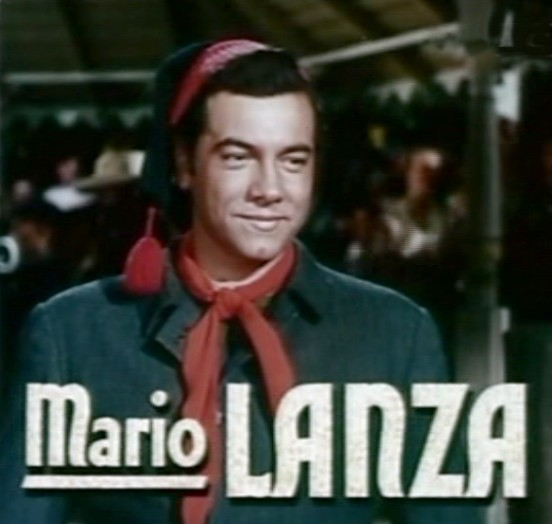
Halászlegény frakkban, 1950

Népszerűsége és munkái nyomása alatt nem volt alkalma más operákban szerepelni, amit a műbírálók a bel canto nagy veszteségének tartanak.
1949. május 5-én lemezre vett románcaival elnyerte a National Records Critics Association az év legjobb felvétele díját.
1950-ben forgatta a Halászlegény frakkban (Il pescatore della Louisiana) című filmjét, leghíresebb dalával, a Be my Love-val.
Kevéssel ezután elnyerte a legjobb filmes alakítás díjat a Nagy Caruso (1951) című filmjével, amelyben Caruso 15 repertoárdarabját énekli. A belőle készült lemeze világszerte több millió eladott példányával aranylemez lett, elsőként az énekesek közül.

## Mario Lanza Show
1951. június 26-án a Coca-Cola céggel írt alá szerződést, heti tévéelőadásra  The Mario Lanza Show címmel, amelynek 59 részét rögzítették, a CBC és az NBC hálózata számára.
Ebben a show-ban Lanza, amellett, hogy hírességeket látott vendégül, bemutatta olyannyira lelkes közönségének, bár egyenes adásra nem volt lehetősége, hogy bármely a dal műfajában alkotott művet képes előadni Verditől népdalokig és  Cole Portertől a vallásos énekekig.
1954-ben Mario Lanza összeveszett az MGM-mel, amely megtiltotta neki, hogy bármely más céggel filmet, hanglemezfelvételt készítsen vagy koncerten énekeljen. Csak két évvel később tudott megszabadulni és szerződést kötni a Warner Brosszal, a Szerenád c. filmre, Joan Fontaine és Vincent Price közreműködésével.

## Arrivederci Roma

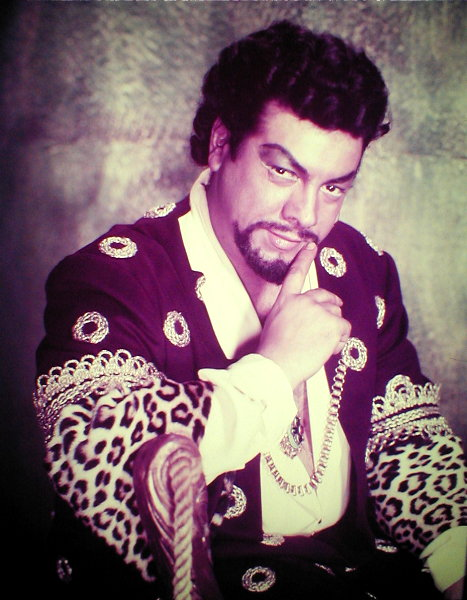
Otello, 1956

A megterhelő életvitel, a drasztikus fogyókúrák megviselték a hangját is. Alkoholhoz és erősítő tablettákhoz folyamodott. Amerikában kezdett a csillaga leáldozni. 1957-ben családjával Olaszországba utazott, ahol 1958-ban leforgatta az Róma hét dombja című filmjét Renato Rascel és Marisa Allasio közreműködésével. Ebből az alkalomból lemezre vette világhíres dalát, amelyről a film címét kapta. 1959-ben játszotta utolsó filmes főszerepét Úgy, mint azelőtt, Gábor Zsazsa oldalán.
Az operakedvelők nem tudták hazaengedni Lanza zsenijét anélkül, hogy előadásokra ne próbálták volna rávenni: a milánói Scala a Rigoletto hercegét kérte, míg a nápolyi Teatro San Carlo rábízta a választást. Lanza Ruggero Leoncavallo Bajazzókját választotta, de a sors nem engedte az álom megkoronázását. Pár hónappal korábban már átesett egy szívrohamon, s ezúttal a római Valle Giulia klinikára szállították, ahol mindössze 38 évesen, 1959. október 7-én elhunyt. Tüdőembólia diagnózisát állították fel, de mivel boncolás nem volt, nincs kizárva a tachiaritmia sem, amit a rendszeresen, gyors fogyókúrák céljára beinjekciózott, terhes nők vizeletéből származó humán koriális gonadotropin (HCG) koriogonadotropin okozhatott.
A kaliforniai Culver City Holy Cross Cemeteryben helyezték örök nyugalomra.

## Filmográfia
- Vittoria alata (Winged Victory) rendezte: George Cukor (1944)
- Az az éjféli csók (Il bacio di mezzanotte - That Midnight Kiss) rendezte: Norman Taurog (1949)
- Halászlegény frakkban (Il pescatore della Louisiana - The Toast of New Orleans) rendezte: Norman Taurog (1950)
- A nagy Caruso (The Great Caruso) rendezte: Richard Thorpe (1951)
- Mert az enyém vagy (Da quando sei mia - Because You're Mine) rendezte: Alexander Hall (1952)
- Il principe studente (The Student Prince) rendezte: Richard Thorpe és Curtis Bernhardt (1954)
- Szerenád (Serenade) rendezte: Anthony Mann (1956)
- Róma hét dombja (Arrivederci Roma) rendezte: Roy Rowland (1958)
- Come prima (For the First Time) rendezte: Rudolph Maté (1959)

## Bibliográfia
- William E. Studwell. "Mario Lanza". In The Italian American Experience: An Encyclopedia, ed. Salvatore J. LaGumina (New York: Garland, 2000) 332-33
- Derek Mannering. Mario Lanza; A Biography (London: Hale 1991)
- Raymond Strait and Terry Robinson. Lanza: His Tragic Life (Englewood Cliffs, NJ: Prentice-Hall, 1980)
- Matt Bernard. Mario Lanza (New York: Macfadded-Bartel, 1971)

## Emlékezete

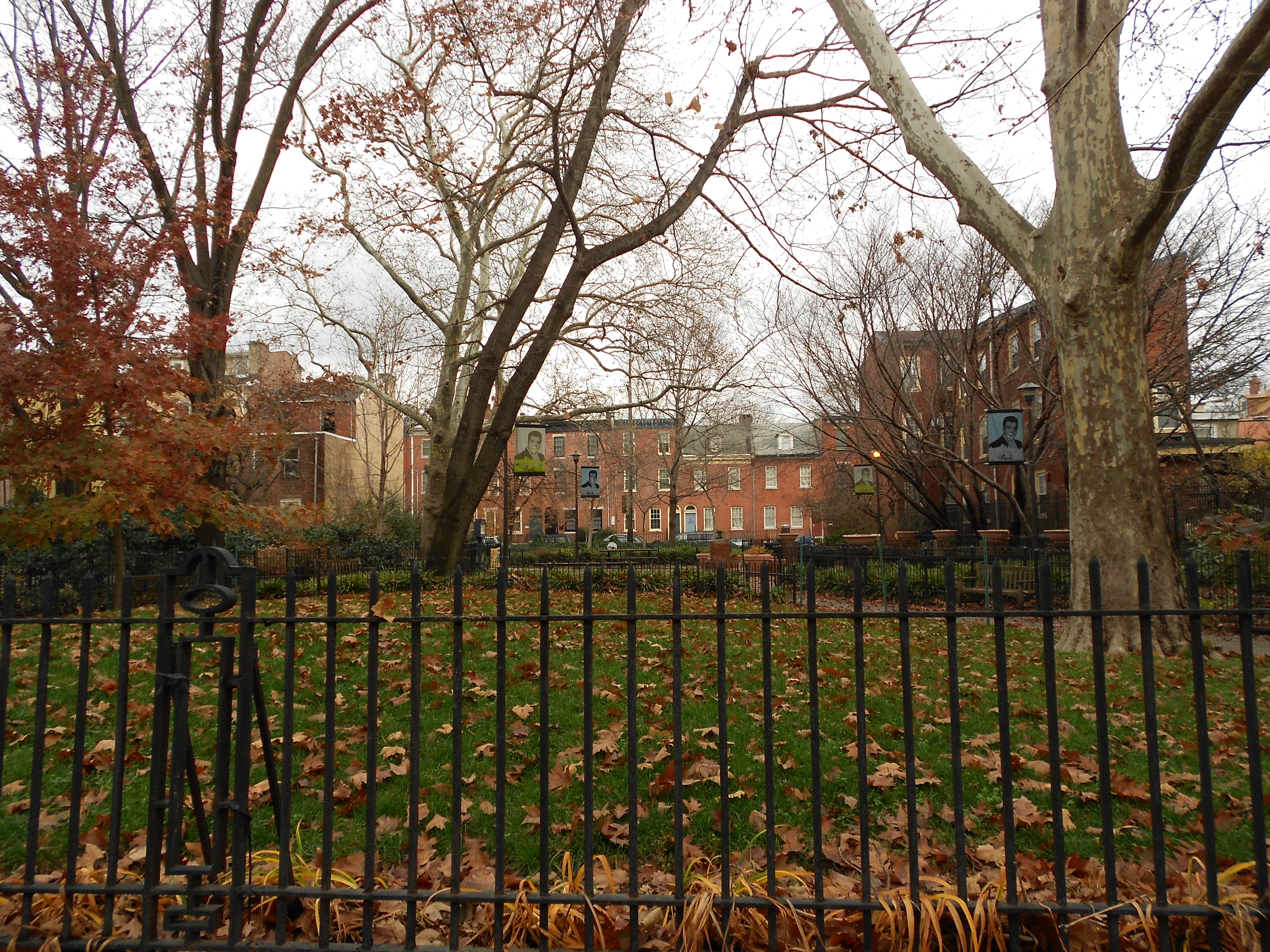
Mario Lanza Park, Philadelphia

Szülővárosában körutat és parkot neveztek el róla.